# رسم الحرمل الجنوبي
رسم الحرمل الجنوبي قرية سوريّة تتبع إداريّاً لمحافظة حلب منطقة دير حافر ناحية مركز دير حافر، بلغ تعداد سكانها 737 نسمة حسب التعداد السكاني لعام 2004.